# 新潟県道348号菖蒲高原線
新潟県道348号菖蒲高原線（にいがたけんどう348ごう しょうぶこうげんせん）は、新潟県上越市内を通る一般県道である。

## 概要

### 路線データ
- 起点：新潟県上越市大島区菖蒲字入道
- 終点：新潟県上越市大島区菖蒲字仲沖（国道405号交点）

## 地理

### 通過する自治体
- 新潟県上越市

### 接続する道路
- 上越市道（起点：上越市大島区菖蒲字入道、「菖蒲高原キャンプ場」付近）

この間冬季閉鎖区間あり（場所：上越市大島区菖蒲地内、距離：4.9km、期間：11月下旬 - 6月上旬、迂回路：なし）
- 国道405号（終点：上越市大島区菖蒲字仲沖）

### 周辺
- 菖蒲高原
  - キャンプ場
- 菱ヶ岳グリーンパーク（キャンプ場）
- 雪だるま高原キューピットバレイ
  - スキー場
  - ゆきだるま温泉雪の湯
- 菱ヶ岳
- 保倉川